# Filippo Jacobio
Filippo Jacobio (também Filippo Giacomo) (falecido a 6 de março de 1687) foi um prelado católico romano que serviu como bispo de Policastro (1652–1671).

## Biografia
No dia 26 de agosto de 1652, Filippo Jacobio foi nomeado pelo Papa Inocêncio X como Bispo de Policastro. A 29 de setembro de 1652, foi consagrado bispo por Marcantonio Franciotti, cardeal-sacerdote de Santa Maria della Pace, com Giovan Battista Foppa, arcebispo de Benevento, e Ranuccio Scotti Douglas, bispo emérito de Borgo San Donnino, servindo como co-consagradores. Serviu como Bispo de Policastro até à sua renúncia a 17 de abril de 1671. Faleceu a 6 de março de 1687.